# ポルト・サンテルピーディオ
ポルト・サンテルピーディオ（伊: Porto Sant'Elpidio）は、イタリア共和国マルケ州フェルモ県にある、人口約26,000人の基礎自治体（コムーネ）。

## 地理

### 位置・広がり
フェルモ県のコムーネ。県都フェルモから北北東へ11kmの距離にある。

#### 隣接コムーネ
隣接するコムーネは以下の通り。
- チヴィタノーヴァ・マルケ (MC)
- フェルモ
- サンテルピーディオ・ア・マーレ

### 気候分類・地震分類
ポルト・サンテルピーディオにおけるイタリアの気候分類 (it) および度日は、zona D, 1644 GGである。
また、イタリアの地震リスク階級 (it) では、zona 2 (sismicità media) に分類される。

## 歴史
2009年、アスコリ・ピチェーノ県北部が分割されてフェルモ県が設置された際に、フェルモ県所属となった。